# Comté de Shefford
Pour les articles homonymes, voir Shefford.
Le comté de Shefford était un comté municipal du Québec ayant existé entre 1855 et le début des années 1980. Le territoire qu'il couvrait est aujourd'hui partagé entre les régions de la Montérégie et de l'Estrie et est compris principalement dans la MRC de la Haute-Yamaska et en partie dans les MRC d'Acton et de Val-Saint-François. Son chef-lieu était la ville de Waterloo, mais Granby était la ville la plus populeuse.
Le comté tire son nom de la petite ville de Shefford, dans le Bedfordshire, en Angleterre.

## Municipalités situées dans le comté
- Bromont
- Granby
- Granby (canton)
- Roxton
- Roxton Falls
- Roxton Pond
- Saint-Alphonse-de-Granby
- Sainte-Anne-de-la-Rochelle
- Sainte-Cécile-de-Milton
- Saint-Joachim-de-Shefford
- Saint-Valérien-de-Milton
- Shefford
- Stukely-Sud
- Valcourt
- Warden
- Waterloo

## Limites
Le comté a une forme de trapézoïdale. Il est limité 
- au sud par le comté de Brome (cantons de Farnham, de Brome et de Bolton),
- au nord et au nord-ouest par le comté de Bagot (cantons d'Acton et d'Upton),
- au nord-est par le comté de Drummond (canton de Durham),
- à l'est par le comté de Richmond (cantons de Brompton et de Melbourne) et le comté de Sherbrooke (canton d'Orford),
- et à l'ouest par le comté de Rouville.

Le comté de Shefford est divisé en sept cantons dont six de forme carrée, soit trois au nord (d'est en ouest, Ely, Roxton et Milton) et trois au sud (d'est en ouest, Stukely, Shefford, et Granby). L'autre canton, Upton, situé au nord-ouest, est une bande mesurant 1,25 km par 6,25 km.